# Amt Mittelholstein
Amt Mittelholstein er et amt i det nordlige Tyskland, beliggende i den sydlige del af Kreis Rendsborg-Egernførde. Kreis Rendsborg-Egernførde ligger i den centrale del af delstaten Slesvig-Holsten. Amtets administration er beliggende i byen Hohenwestedt. I Aukrug, Hanerau-Hademarschen og Padenstedt er der også amtskontorer.

## Kommuner i amtet
| - Arpsdorf - Aukrug - Beldorf - Bendorf - Beringstedt - Bornholt - Ehndorf - Gokels - Grauel - Hanerau-Hademarschen | - Heinkenborstel - Hohenwestedt - Jahrsdorf - Lütjenwestedt - Meezen - Mörel - Nienborstel - Nindorf - Oldenbüttel - Osterstedt | - Padenstedt - Rade b. Hohenwestedt - Remmels - Seefeld - Steenfeld - Tackesdorf - Tappendorf - Thaden - Todenbüttel - Wapelfeld |

## Historie
Amtet blev oprettet 1. januar 2012 af kommuner fra de tidligere amter Aukrug, Hanerau-Hademarschen og Hohenwestedt-Land samt kommunen Hohenwestedt.